# Мартіне Огр
Мартіне Огр (нід. Martine Ohr, 11 червня 1964) — нідерландська хокеїстка на траві.
Олімпійська чемпіонка 1984 року, бронзова призерка 1988 року, учасниця 1992 року.
Чемпіонка Європи 1984 року.
Переможниця Трофею чемпіонів 1987 року, бронзова призерка 1991 року.
Чемпіонка світу 1983, 1986 років.